# Kamienica Kazimierza Figurskiego w Bydgoszczy
Kamienica Kazimierza Figurskiego w Bydgoszczy – kamienica położona w Bydgoszczy przy ul. Gdańskiej 127.

## Położenie
Budynek stoi w zachodniej pierzei ul. Gdańskiej, między ul. Chocimską a Artyleryjską.

## Charakterystyka
Kamienicę wzniesiono w latach 1900–1901 dla kupca kolonialnego i oberżysty Kazimierza Figurskiego, który prowadził tu zajazd. W 2022 odnowiono elewację budynku.
Budynek prezentuje formy architektury malowniczej.
W centralnej części budynku, na wysokości pierwszego i drugiego piętra znajduje się wykusz zwieńczony balkonem, na który wstęp umożliwiają duże łukowe drzwi balkonowe. Parter zdobi boniowanie. Przejazd bramny zlokalizowano w części z ryzalitem północnym.
Nad wejściem głównym ujętym pędami roślinnymi umieszczono półplastyczną głowę młodej kobiety. Szczyty nad obydwoma ryzalitami ozdobiono ażurową konstrukcją drewnianą. Na dachu znajdują się lukarny.
W sklepie na parterze zachowała się dekoracyjna, żeliwna kolumna – element pierwotnego wystroju.

## Galeria

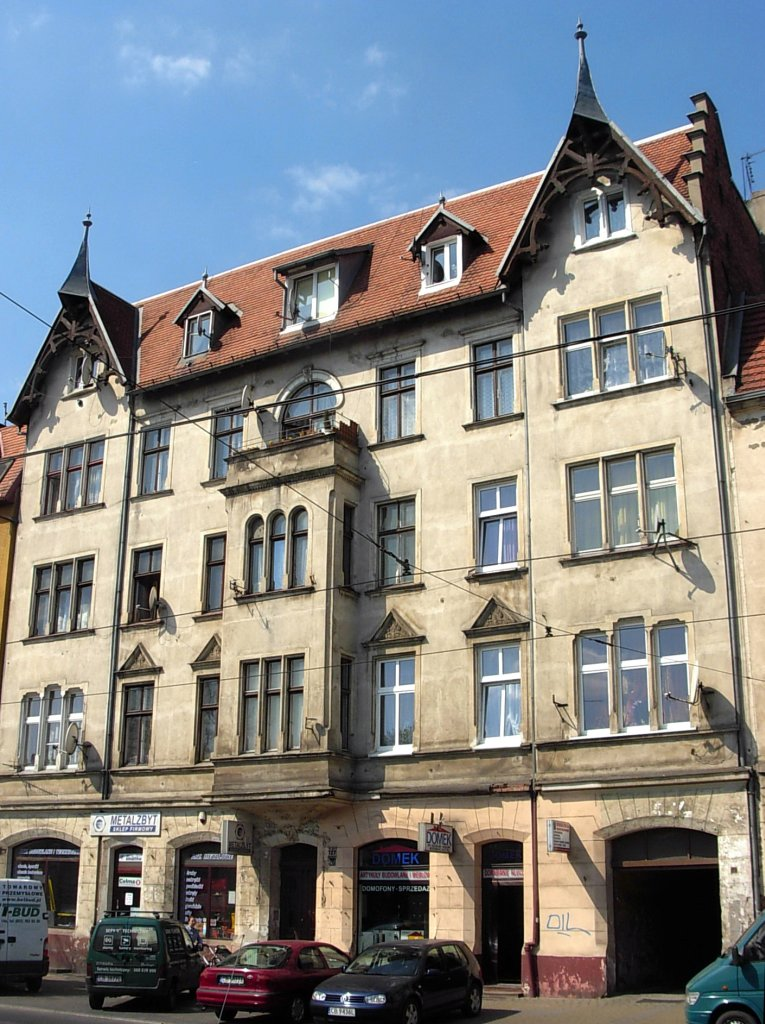
Elewacja od ul. Gdańskiej
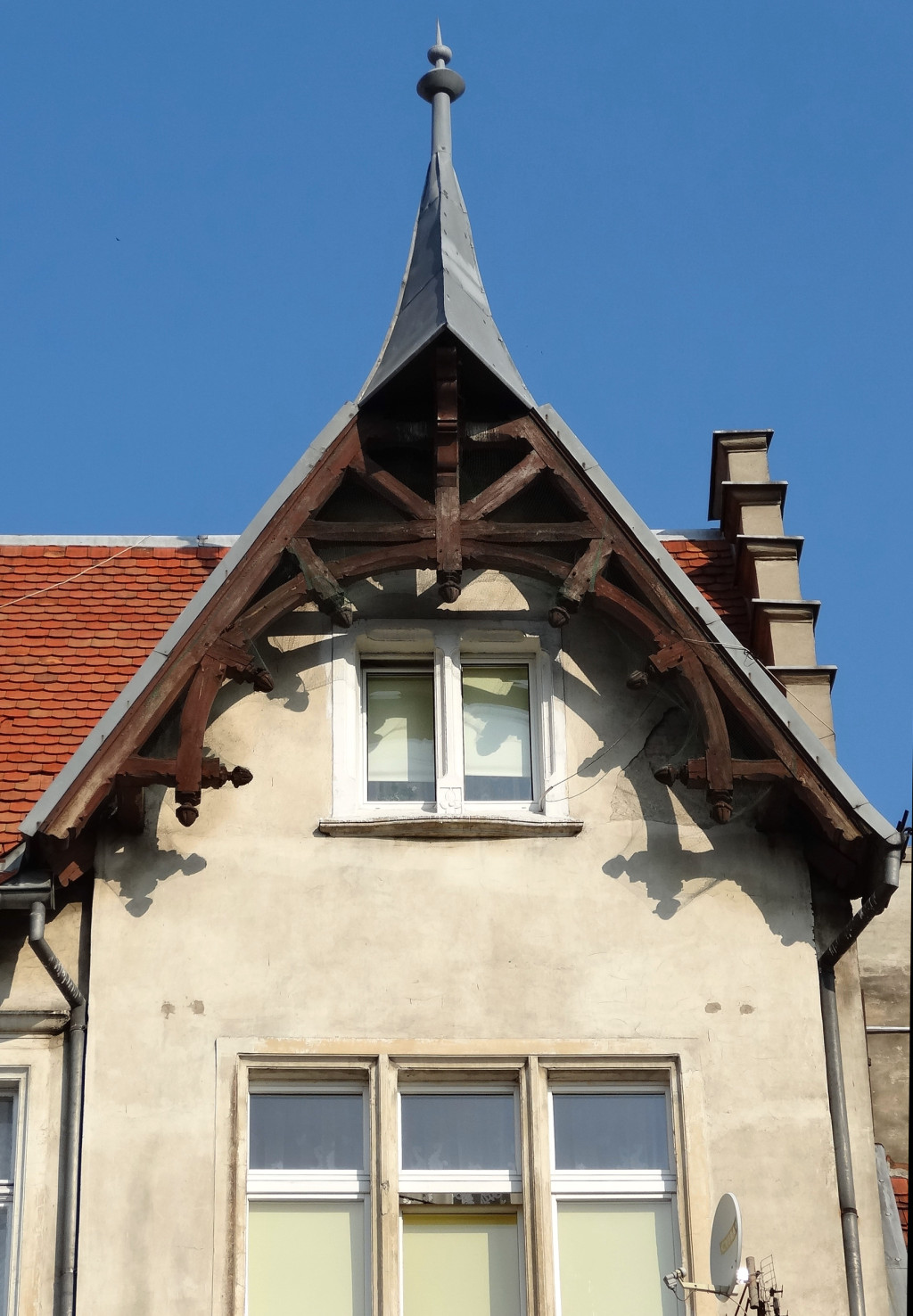
Detal